# Битва за Гаагу
Битва за Гаагу — одно из сражений Второй мировой войны во время голландской операции вермахта. Немецкие парашютисты совершили десантирование над Гаагой и её окрестностями с целью захвата голландских аэродромов и самого города.

## Предыстория
Немцы планировали, под кодовым названием «Fall Festung», застать нидерландцев врасплох и изолировать командование голландской армии. В рамках этого плана они планировали совершить перелёт над территорией Нидерландов, чтобы убедить голландцев в том, что их настоящей целью является Соединённое Королевство. Затем предполагалось подойти к стране со стороны Северного моря, атаковать аэродромы Ипенбург, Окенбург и Валкенбург, чтобы ослабить потенциальную оборону голландцев, и захватить Гаагу. Предполагалось, что королева Вильгельмина и командующий нидерландской армией Генри Винкельман согласятся на капитуляцию.
Вместе с тем немецкие планы включали блокировку всех дорог, ведущих в Гаагу, чтобы подавить любую возможную контратаку нидерландских сил. Одной из главных целей Германии был захват нидерландской королевы и правительства. Захваченные планы, известные как «документы Шпонека», содержали подробную информацию и карту для немецких парашютистов, которые должны были высадиться на аэродроме Окенбург. Однако войска не смогли прорвать оборону Гааги, и план провалился.

## Ход сражения

### Немецкое вторжение

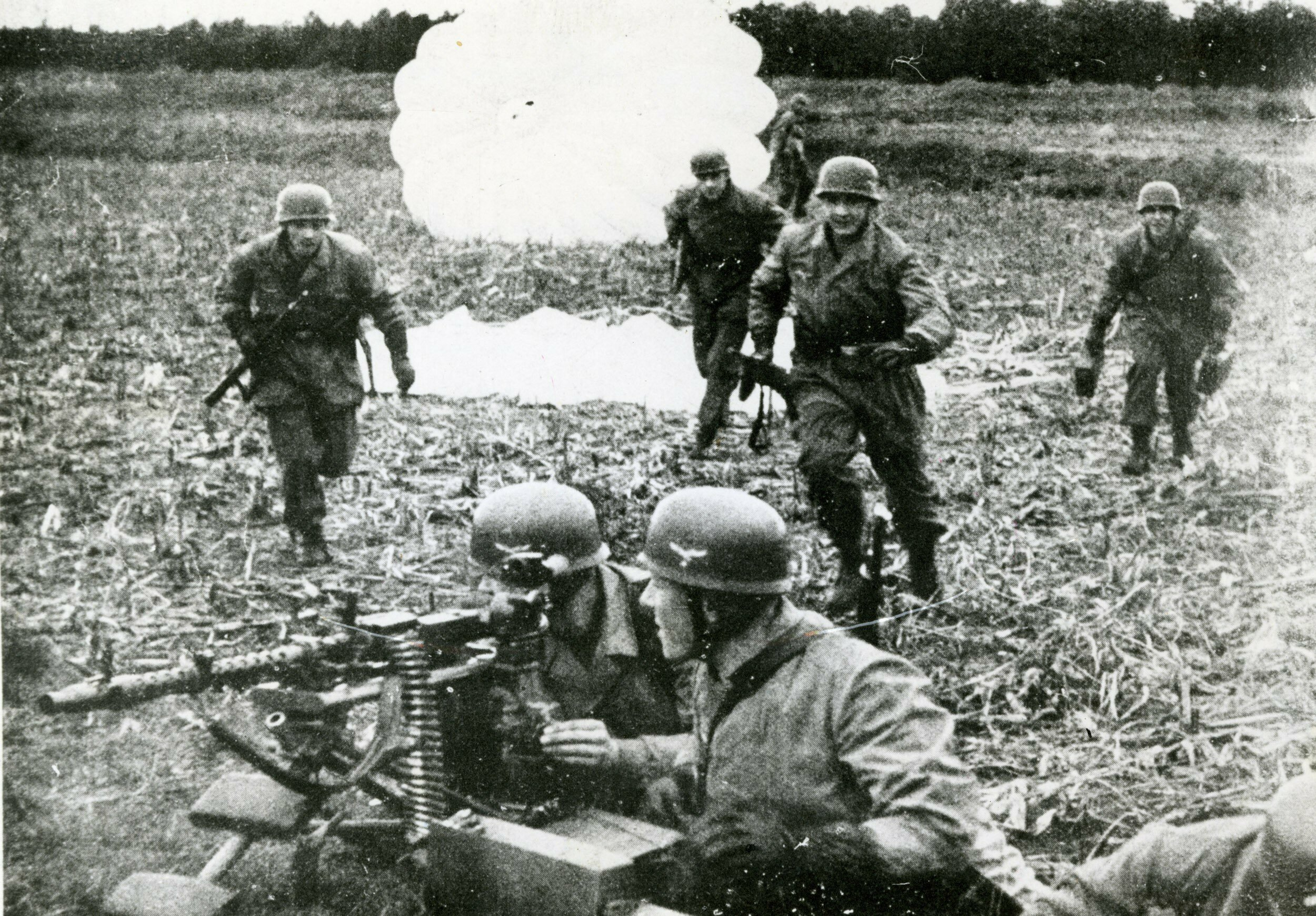
Немецкие воздушно-десантные войска сразу после высадки.

Бомбардировки армейских казарм и высадка немецких парашютистов в трёх аэропортах под Гаагой.

Как и планировалось, Люфтваффе пролетело над Нидерландами ранним утром 10 мая, однако вместо того, чтобы обмануть жителей Гааги, их появление вызвало тревогу. Другая группа немецких самолётов пролетела прямо над Гаагой и в 04:00 сбросила бомбы на казармы Нью-Александр и прилегающий к ним военный лагерь Ваалсдорп, в результате чего погибли 66 и 58 человек соответственно. Ещё одна авиагруппа развернулась над морем и около 04:15 начала бомбить аэродром Ипенбург. Сразу после этого транспортные самолёты начали сбрасывать парашютистов несколькими волнами на аэродром и его окрестности, но огонь голландских пулемётов привёл к потерям и рассредоточил их высадку. Многие самолёты были повреждены или уничтожены защитниками, что препятствовало прибытию новых подкреплений. Немецкие войска атаковали и заняли главное здание аэродрома, подняв немецкий флаг в знак победы. Однако голландцам удалось не допустить продвижения немцев за пределы Ипенбурга в сторону Гааги.
Примерно в то же время немецкие войска высадились на аэродроме Окенбург. Защитники не смогли остановить захват аэродрома, но они задержали немцев на достаточное время, чтобы голландская пехота успела подойти и не дать немцам продвинуться в Гаагу. Поскольку немцы использовали аэродром Окенбург для наращивания своей численности, голландцы разбомбили его, чтобы предотвратить дальнейшее использование.
Аэродром Валкенбург был лишь частично построен на тот момент, но, как и Ипенбург, немецкие войска сначала подвергли его бомбардировке, а затем высадили десант, что привело к тяжелым потерям среди защитников. Несмотря на значительные потери среди немецких парашютистов в последующих волнах, защитники не смогли предотвратить захват аэродрома немецкими войсками. Однако из-за того, что аэродром не был полностью достроен, немцы не могли использовать его для взлета, что препятствовало дальнейшей высадке подкреплений. Многие немецкие самолёты приземлились на близлежащих пляжах, где они были уничтожены голландскими самолётами и обстрелами с голландского эсминца «Ван Гален». После нескольких наземных стычек немецкие войска заняли деревню Валкенбург, а также некоторые мосты и здания в Катвейке, вдоль реки Ауде-Рейн.

### Голландское контрнаступление
Хотя немецким войскам удалось захватить три аэродрома, они не достигли своей основной цели — взятия Гааги и вынуждения Нидерландов к капитуляции. Спустя несколько часов после захвата аэродромов голландская армия начала контратаку с Ипенбурга. Имея численное превосходство и полагаясь на захваченные боеприпасы, голландские гренадеры прорвались на позицию, с которой можно было вести артиллерийский обстрел взлётно-посадочной полосы, и нанесли ей серьёзные повреждения. Немецкие войска были вынуждены покинуть горящие здания, лишившись сильной оборонительной позиции. В последующих столкновениях голландским гренадерам удалось отбить аэродром и захватить в плен множество немецких солдат.

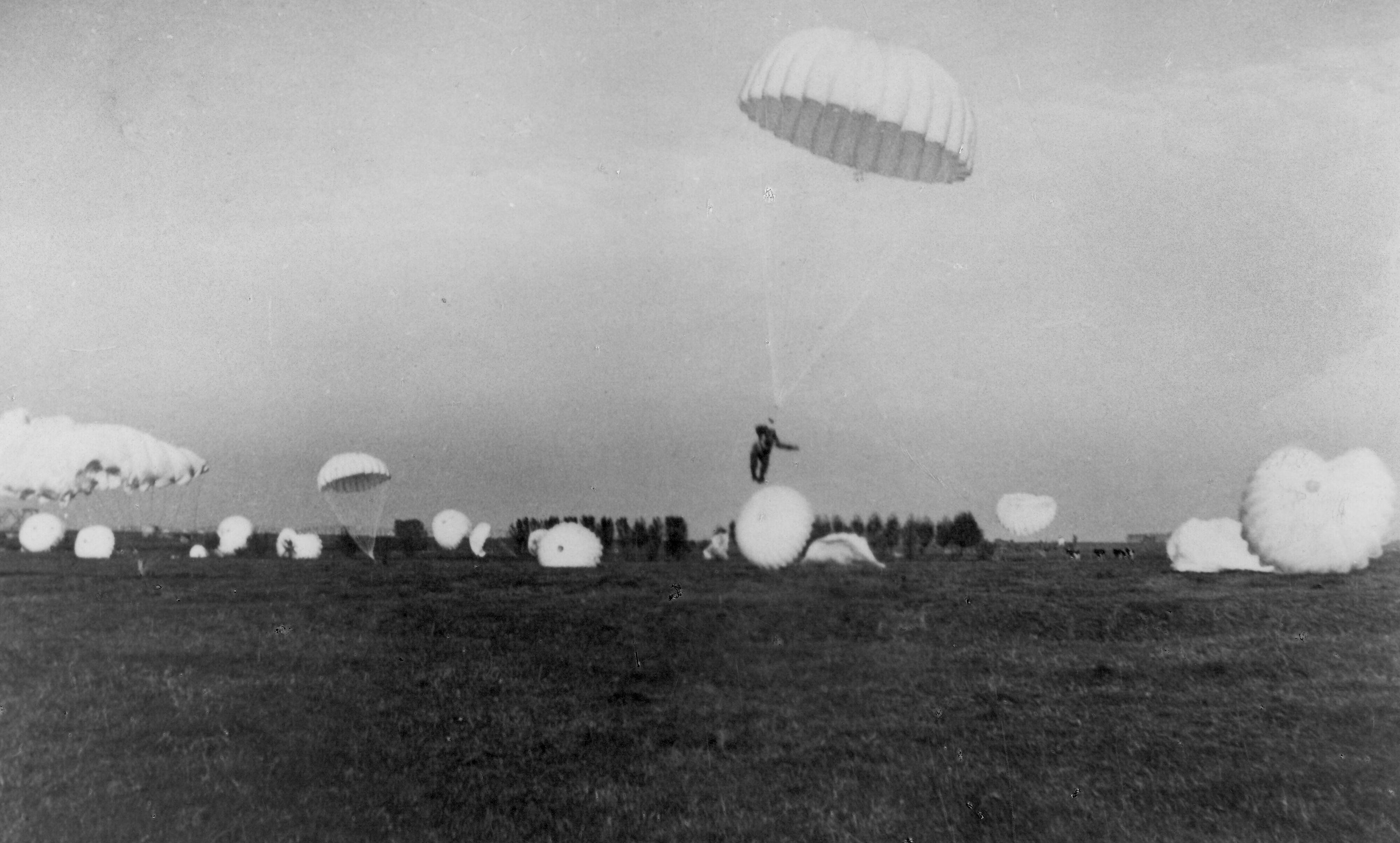
Немецкие парашютисты приземляются на аэродроме Окенбург близ Гааги.

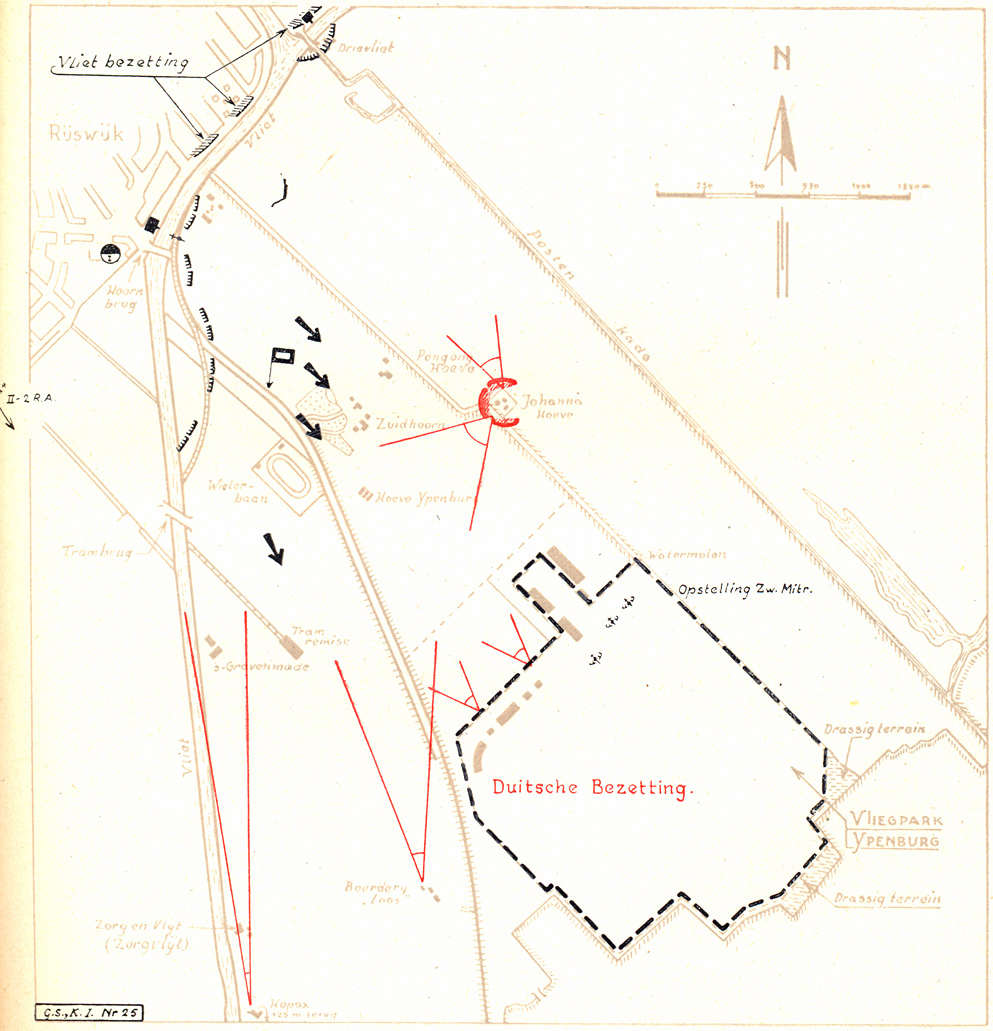
Голландская контратака под Ипенбургом

Четыре голландских бомбардировщика «Fokker T.V» разбомбили аэродром Окенбург, уничтожив бездействующие транспортные самолёты «Junkers Ju 52». После этого голландские войска провели штурм, вынудив немцев отступить. В ходе операции удалось захватить нескольких пленных. Однако часть немецких солдат укрылась в близлежащих лесах и успешно отражала дальнейшие атаки голландцев, которые вскоре прекратили наступление и направились в сторону Лоосдуйнена. Это позволило немецким войскам отступить в сторону Роттердама.
Овладев Лейденом и Вассенааром, голландцы отбили важный мост возле Валкенбюрга. После прибытия подкреплений они начали преследовать немцев на земле. Тем временем, голландские бомбардировщики уничтожили немецкие транспортные самолёты, которые находились на аэродроме. Немцы попытались организовать оборону на окраинах аэродрома, но были вынуждены отступить под сильным концентрированным огнем. К 17:30 голландцы полностью закрепились на территории, в то время как немцы эвакуировались в близлежащую деревню.
Между небольшими группировками с обеих сторон произошло несколько стычек с целью освобождения занятых позиций. Голландцы использовали артиллерийскую поддержку из близлежащей деревни Угстгест, которая сильно пострадала в результате боевых действий.
К концу дня голландские силы отбили аэродромы, однако эта тактическая победа оказалась недолгой. 14 мая бомбардировкой Роттердама Люфтваффе вынудила генерала Винкельмана капитулировать.

## Последствия
Оставшиеся немецкие войска, которым удалось бежать с аэродромов, были разбросаны по дюнам в этом районе. Фон Шпонеку было приказано оказать поддержку нападению на Роттердам. На пути туда его группа дважды избегала голландских засад, но, несмотря на это, 1 600 солдат под его командованием были захвачены в плен, из которых 1 200 отправлены в Великобританию в качестве военнопленных. Фон Шпонек был вынужден окопаться с оставшимися 1 100 солдатами и избежал пленения только благодаря стратегической бомбардировке Роттердама 14 мая, которая, по мнению некоторых, была проведена по настоянию Германа Геринга, чтобы предотвратить унижение Фон Шпонека перед лицом неминуемого поражения. Небольшая группа немецких парашютистов сумела отбить атаки противника в деревне Валкенбург до капитуляции Нидерландов. Королева Нидерландов и члены правительства смогли бежать в Великобританию и сформировать правительство в изгнании.
В ходе операции голландцы потеряли 515 человек. Один бомбардировщик был сбит во время налета на Окенбург. По немецким данным, потери составили 134 человека, однако голландские источники оценивают потери немцев в 400 убитых, 700 раненых и 1 745 захваченных в плен. Материальные потери немцев включали 182 транспортных самолёта, в основном Ju 52. Эти серьёзные потери оказались неожиданными для немцев, и после войны генерал-фельдмаршал Альберт Кессельринг заявил, что впоследствии нехватка самолётов напрямую способствовала поражению Люфтваффе в Битве за Британию и стала причиной серьёзных потерь Германии при вторжении на Крит. Предпочтительный для немцев метод десантирования войск стал невозможен, что потребовало применения других методов воздушных операций.